# Armin Sinančević
Armin Sinančević (ur. 14 sierpnia 1996 w Prijepolje) – serbski lekkoatleta specjalizujący się w pchnięciu kulą.
W 2019 startował na mistrzostwach świata w Dosze, podczas których uzyskał czwarty rezultat eliminacji, jednak w finałowym konkursie nie zaliczył żadnej z trzech prób. W 2021 był siódmy na igrzyskach olimpijskich w Tokio. Mistrz igrzysk śródziemnomorskich (2022). W tym samym roku zdobył w Monachium srebrny medal mistrzostw Europy.
Złoty medalista mistrzostw Serbii oraz czempionatu krajów bałkańskich. Reprezentant kraju na drużynowych mistrzostwach Europy.
Rekordy życiowe: stadion – 21,88 (1 maja 2021, Bar oraz 28 maja 2021, Doha); hala – 21,25 (24 lutego 2021, Belgrad). Obydwa te rezultaty są aktualnymi rekordami Serbii.

## Osiągnięcia
| Rok  | Impreza                                  | Miejsce       | Pozycja           | Wynik |
| ---- | ---------------------------------------- | ------------- | ----------------- | ----- |
| 2017 | II liga drużynowych mistrzostw Europy    | Tel Awiw-Jafa | 10. miejsce       | 15,50 |
| 2019 | Mistrzostwa świata                       | Doha          | –                 | NM    |
| 2021 | Halowe mistrzostwa Europy                | Toruń         | 6. miejsce        | 20,74 |
| 2021 | Igrzyska olimpijskie                     | Tokio         | 7. miejsce        | 20,89 |
| 2022 | Igrzyska śródziemnomorskie               | Oran          | 1. miejsce        | 21,29 |
| 2022 | Mistrzostwa Europy                       | Monachium     | 2. miejsce        | 21,39 |
| 2023 | Halowe mistrzostwa Europy                | Stambuł       | el. –             | NM    |
| 2023 | II dywizja drużynowych mistrzostw Europy | Chorzów       | 3. miejsce        | 20,42 |
| 2023 | Mistrzostwa świata                       | Budapeszt     | 9. miejsce        | 20,78 |
| 2024 | Mistrzostwa Europy                       | Rzym          | el. –             | NM    |
| 2024 | Igrzyska olimpijskie                     | Paryż         | el. – 24. miejsce | 19,31 |
| 2025 | Halowe mistrzostwa Europy                | Apeldoorn     | 5. miejsce        | 20,49 |
| 2025 | II dywizja drużynowych mistrzostw Europy | Maribor       | 2. miejsce        | 20,54 |